# Église Saint-Pierre d'Audrix
Pour les articles homonymes, voir Église Saint-Pierre.
L'église Saint-Pierre est une église catholique située à Audrix, en France.

## Localisation
L'église est située dans le département français de Dordogne, sur la commune d'Audrix.

## Historique
L'église a été le siège d'un archiprêtré de dix paroisses quand le  diocèse de Sarlat a été créé. Les murs goutterots sont partiellement du XIIe siècle. La chambre de défense placée au-dessus de l'abside est du XIVe ou XVe siècle.
L'église a été restaurée en 1868-1869, en 1882 par l'architecte Lagrange, et en 1933.

## Protection
L'édifice est inscrit au titre des monuments historiques en 1973.

## Description
La nef est rectangulaire et n'est pas voûtée. L'abside est semi-circulaire, lisse et voûtée d'un cul-de-four. La chambre de défense est polygonale bien qu'assise sur une abside semi-circulaire.
La façade occidentale est un simple mur rectangulaire percé d'une porte sous un arc brisé et un oculus.